# Bahnhof Fritzow
Bahnhof Fritzow, auch Neu Leikow, war ein Wohnplatz im Gebiet der preußischen Provinz Pommern. 
Die Siedlung entstand in der 2. Hälfte des 19. Jahrhunderts. Im Jahre 1859 wurde die Bahnstrecke Belgard–Kolberg der Berlin-Stettiner Eisenbahn-Gesellschaft angelegt. Dabei wurde in der Feldmark östlich von Fritzow und nördlich von Leikow ein Bahnhof angelegt. Der Bahnhof lag auf der Grenze zwischen den Gemeinden Fritzow und Leikow und wurde nach Fritzow benannt. Später entwickelte sich bei dem Bahnhof, auf dem Gemeindegebiet von Leikow, eine Siedlung. Diese wurde Neu Leikow und – so amtlich – Bahnhof Fritzow genannt.  
Bis 1945 bildete Bahnhof Fritzow einen Wohnplatz in der Gemeinde Leikow und gehörte mit dieser zum Kreis Kolberg-Körlin in der preußischen Provinz Pommern.
Nach 1945 kam der Wohnplatz, wie ganz Hinterpommern, an Polen. Heute liegt die Stelle im Gebiet der polnischen Gmina Dygowo (Landgemeinde Degow), die Bebauung wird amtlich nicht als besonderer Wohnplatz geführt. 